# Нью-Коламбус (Пенсільванія)
Нью-Коламбус (англ. New Columbus) — місто (англ. borough) в США, в окрузі Лузерн штату Пенсільванія. Населення — 222 особи (2020).

## Географія
Нью-Коламбус розташований за координатами 41°10′24″ пн. ш. 76°17′13″ зх. д. / 41.17333° пн. ш. 76.28694° зх. д. (41.173200, -76.286960).  За даними Бюро перепису населення США в 2010 році місто мало площу 7,94 км², уся площа — суходіл.

## Демографія
Згідно з переписом 2010 року, у селищі мешкало 227 осіб у 91 домогосподарстві у складі 64 родин. Густота населення становила 29 осіб/км².  Було 98 помешкань (12/км²).
Расовий склад населення:
| - 100,0 % — білих |

До двох чи більше рас належало 0,0 %. Частка іспаномовних становила 0,9 % від усіх жителів.
За віковим діапазоном населення розподілялося таким чином: 25,6 % — особи молодші 18 років, 57,7 % — особи у віці 18—64 років, 16,7 % — особи у віці 65 років та старші. Медіана віку мешканця становила 38,1 року. На 100 осіб жіночої статі у селищі припадало 90,8 чоловіків;  на 100 жінок у віці від 18 років та старших — 94,3 чоловіків також старших 18 років.
Середній дохід на одне домашнє господарство  становив 56 952 долари США (медіана — 31 563), а середній дохід на одну сім'ю — 73 305 доларів (медіана — 48 750). За межею бідності перебувало 25,3 % осіб, у тому числі 30,2 % дітей у віці до 18 років та 16,1 % осіб у віці 65 років та старших.
Цивільне працевлаштоване населення становило 102 особи. Основні галузі зайнятості: освіта, охорона здоров'я та соціальна допомога — 22,5 %, науковці, спеціалісти, менеджери — 17,6 %, виробництво — 13,7 %, роздрібна торгівля — 9,8 %.